# Pontania crassipes
Pontania crassipes är en stekelart som först beskrevs av Thomson 1871.  Pontania crassipes ingår i släktet Pontania, och familjen bladsteklar. Arten är reproducerande i Sverige.